# Aderbissinat (département)
 (décembre 2024).
Si vous disposez d'ouvrages ou d'articles de référence ou si vous connaissez des sites web de qualité traitant du thème abordé ici, merci de compléter l'article en donnant les références utiles à sa vérifiabilité et en les liant à la section « Notes et références ».
Aderbissinat est un département de la région d'Agadez au Niger.

## Géographie
Le département s'étend au sud de la région d'Agadez, sur une superficie de 51 360 km2.
|        | Tchirozérine | Bilma  |
| Ingall | Aderbissinat | Tesker |
| Bérmo  | Belbédji     | Tanout |

## Histoire
Le poste administratif instauré en 1988, est séparé en 2011 du département de Tchirozérine et élevé au statut départemental.

## Population
Selon le recensement général de la population et de l'habitat de 2012, le département compte 35 320 habitants. De 2001 à 2012, la population a augmenté en moyenne de 6,2 % par an (pour un accroissement national moyen de : 3,9 %). 

## Administration
Le département couvre une unique commune rurale : 
- Aderbissinat